# Mister Wong
Mister Wong fue una web de marcadores sociales gratuitos de origen alemán. Actualmente el servicio no está disponible.

## Características
- Los marcadores favoritos podían ser guardados de forma pública o privada.
- Era posible crear grupos públicos o privados.
- Conocidos u otras personas con favoritos interesantes podían ser agregados como amigos.
- Con un solo click los enlaces públicos de otros usuarios podían ser agregados a tus propios favoritos desde cualquier lugar del portal Mister Wong.
- Extensión para Firefox, botones para blogs y plugin para Wordpress.
- Posibilidad de publicar y recomendar los marcadores en Twitter.

## Polémica
El logotipo original de Mister Wong, que representa a un "hombre de dibujos animados, poco atractivo de Asia oriental", trajo las protestas de muchos estadounidenses de origen asiático. El creador del sitio web posteriormente emitió una disculpa y retiró el logo por uno nuevo.